# 金ぴか時代

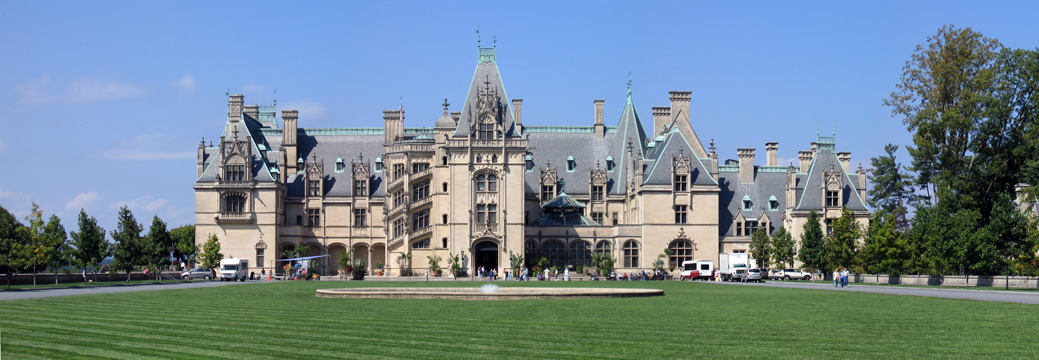
1895年に完成したビルトモアハウス（ノースカロライナ州）はヴァンダービルト一族のみならず、アメリカ合衆国の富の象徴である。

金ぴか時代（きんぴかじだい）、ないし、金メッキ時代（きんメッキじだい、英: Gilded Age, Gilded Era）は、1865年の南北戦争終結から1893年恐慌までの28年間、あるいは特に1870年代と1880年代をさし、アメリカ合衆国において資本主義が急速に発展をとげた時代である。いわゆる「西部開拓時代」とほぼ重複する。
拝金主義に染まった成金趣味の時代として扱われることが多く、政治腐敗や資本家の台頭、経済格差の拡大を皮肉った文学者、マーク・トウェインらによる同名の共著小説に由来する。

## 経済成長と金権政治の時代

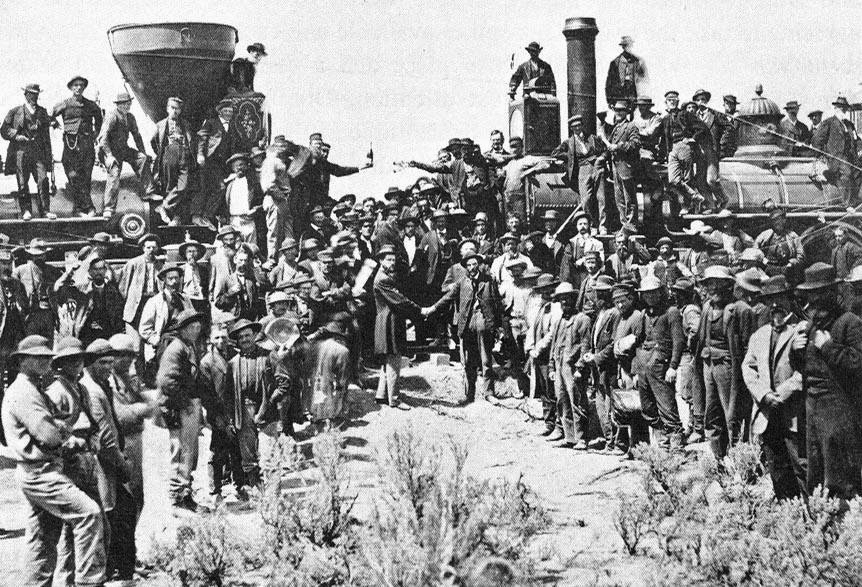
プロモントリー（ユタ準州）での大陸横断鉄道開通記念式典（1869年5月10日）

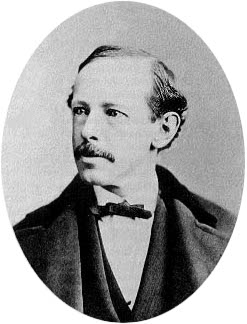
ホレイショ・アルジャー

日本語で「金ぴか時代」とも訳されている「Gilded Age」の「gilded」とは、金箔や金メッキ、なにかを金色に塗ること、そして富裕層や成金を意味する。つまり芯まで金素材なのではなく、金色に粉飾する、という意味である。
南北戦争後、アメリカ合衆国は北部を中心とする一つの大きな国民経済のまとまりが確保された。1869年、オマハとサクラメントを結ぶ最初の大陸横断鉄道が開通し、ヨーロッパからさらに多数の移民をひきつけた。こうした資本主義の急速な成長の下、鉄鋼王アンドリュー・カーネギー（スコットランド出身）、石油王ジョン・ロックフェラー、銀行家ジョン・モルガン、鉱山王グッゲンハイムの父マイアー・グッゲンハイム（スイス出身のユダヤ系ドイツ人）など名立たる富豪が輩出した。海運業から鉄道に転じたコーネリアス・ヴァンダービルト（オランダ系）、セントラル・パシフィック鉄道の創業者のひとりコリス・ポッター・ハンティントン、カリフォルニア州にスタンフォード大学を創立したリーランド・スタンフォード、南満州鉄道の日米共同経営を提案したエドワード・ヘンリー・ハリマン、悪徳資本家の典型とみなされ、「泥棒男爵」と呼ばれたジェイ・グールドなどは、いずれも「鉄道王」と呼ばれた実業家である。鉄道は、アメリカで最初に現れた大企業であり、19世紀末にはアメリカ1国の鉄道網が全ヨーロッパのそれを凌駕した。また、「鉄道王」たちは豪奢をきわめた別荘を各地に建設した。しかし、政治は腐敗し、国家の庇護を受けた資本家はさらに富を蓄え、下層の人々は貧困に喘いだ。
「金ぴか時代」とは、浮付いた好況と拝金主義を皮肉り、こうした経済の急成長と共に現れた政治経済の腐敗や不正を批判して、皮肉の得意な小説家のマーク・トウェインが命名した時代名称である。トウェインとチャールズ・ダドリー・ウォーナーの共著『金ぴか時代（金メッキ時代）』では、議員やロビイストたちがいかに簡単にカネで買収されるかが、露骨に描かれている。反面、多くの人びとが高度成長と成功の夢に自身の運命を託した時代であり、一代で巨富を築く「アメリカンドリーム」と称される成功物語や立身出世物語がもてはやされた。落ちぶれた少年であっても、努力・勇気・決断などを通じて富と成功を実現させることができるというモチーフで小説を著したホレイショ・アルジャーの作品群はその代表例である。また、チャールズ・ダーウィンによる生物学の進化論を人間社会にも適用して、自由競争・自然淘汰・適者生存を説く社会進化論が流行し、一世を風靡した時期でもあった。なお、作家・思想家のヘンリー・アダムスは、この時代を「市場が宗教に取って代わった時代」と評した。
「金ぴか時代」は、軽佻浮薄な時期として扱われる一方で、かつてのような西欧社会の辺境に位置する農業的社会から工業や都市を特徴とする社会へと大きく変貌し、また、世界の表舞台へと躍り出た時期でもあった。その変化はあまりにも巨大かつ急激なものであったため、アメリカ社会そのものを大きく揺さぶり、従来からの価値観や生産様式等に固執する人びとは、こうした大変化とそれにともなう新しい現象に反発や違和感・疎外感をいだき、さまざまなかたちで抵抗した。

## 政治の腐敗と混迷

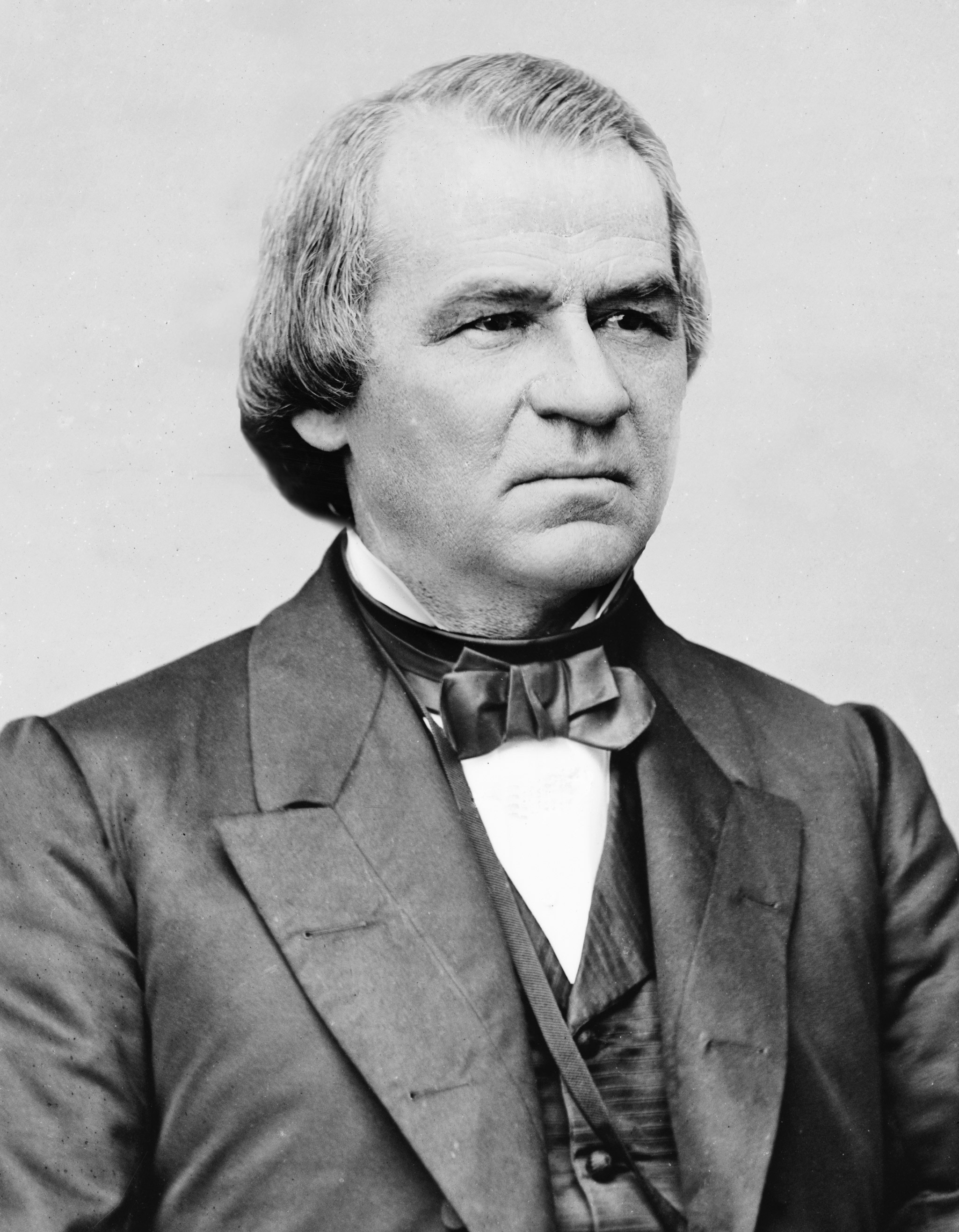
アンドリュー・ジョンソン

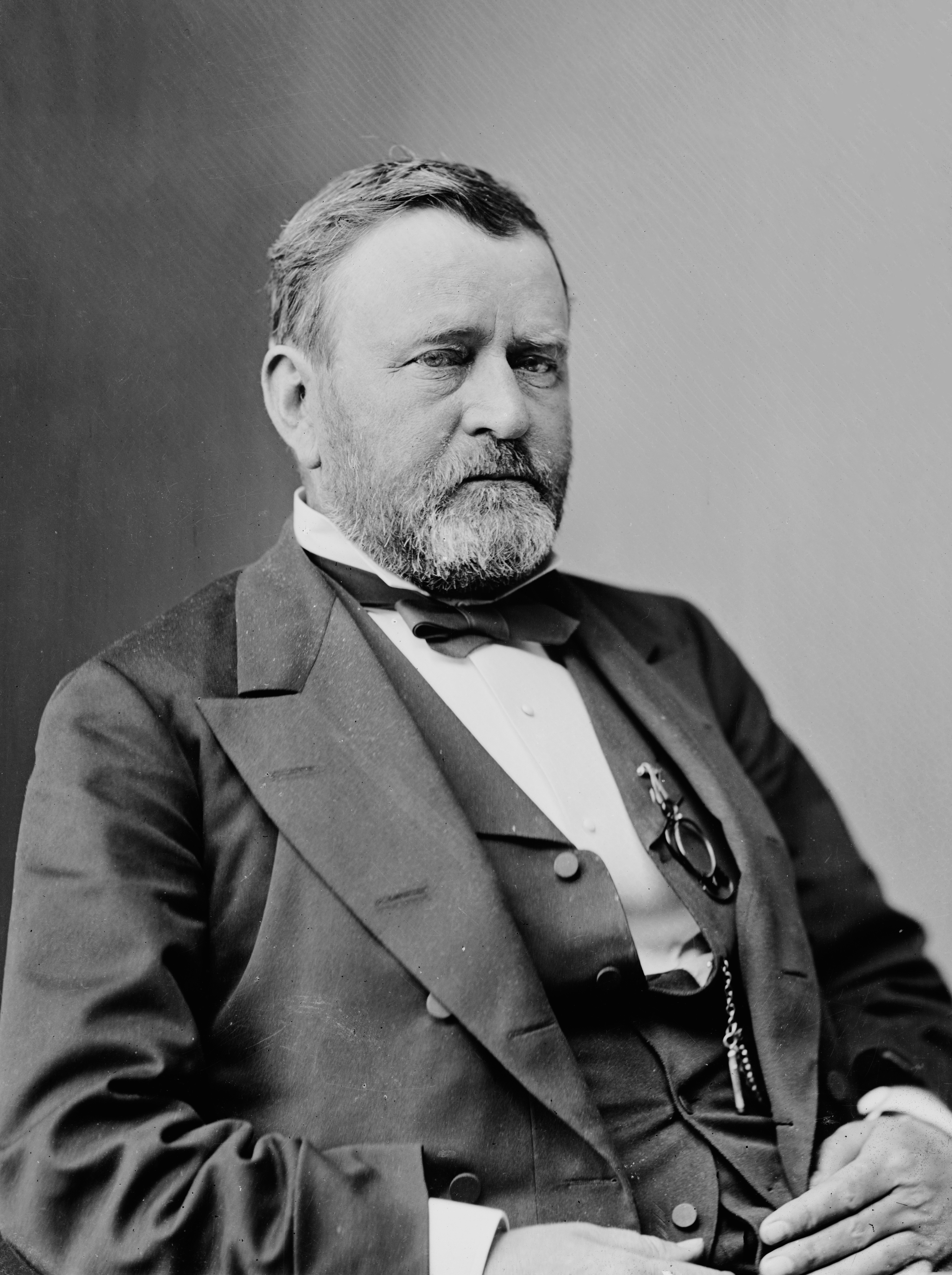
ユリシーズ・グラント

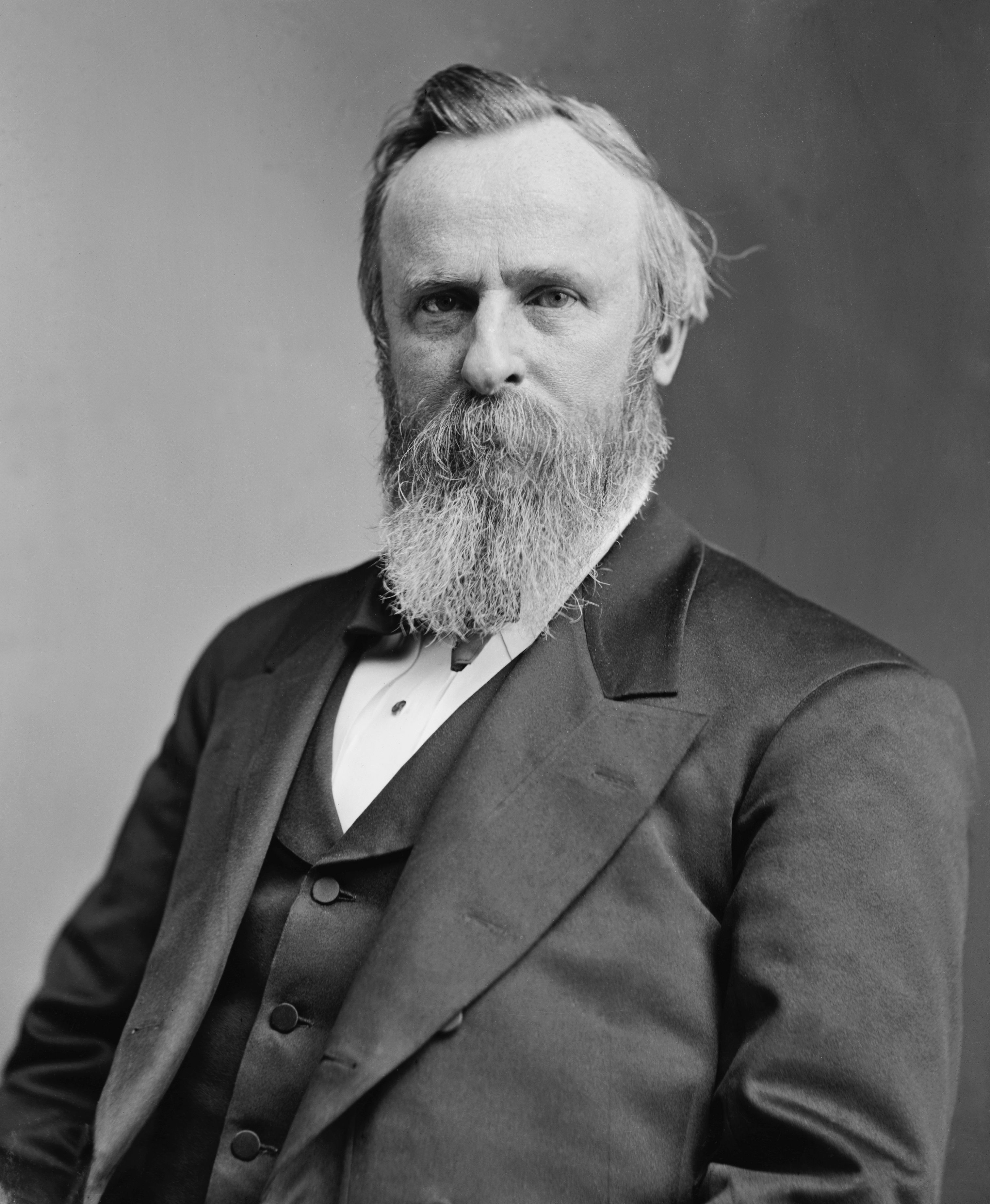
ラザフォード・ヘイズ

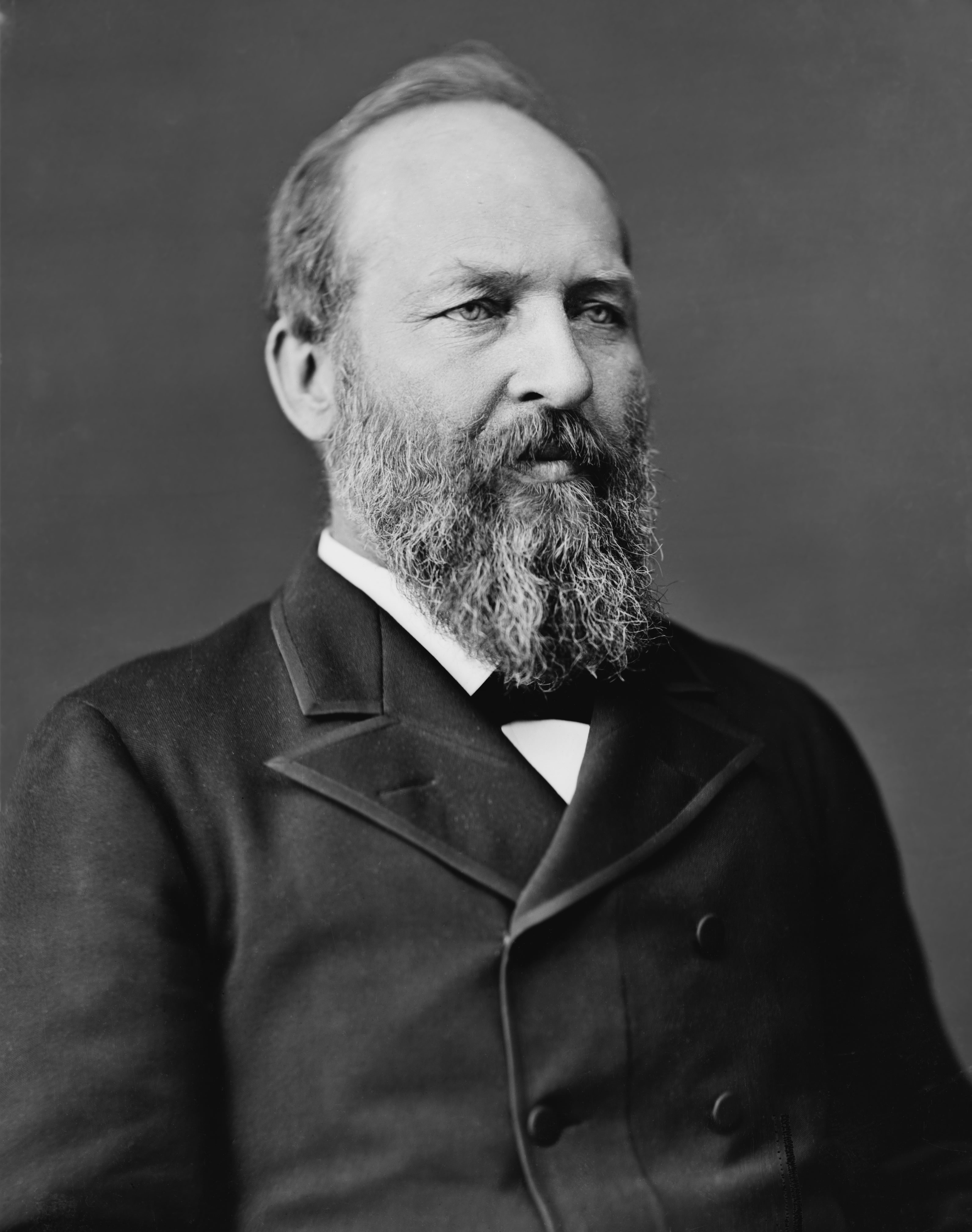
ジェームズ・ガーフィールド

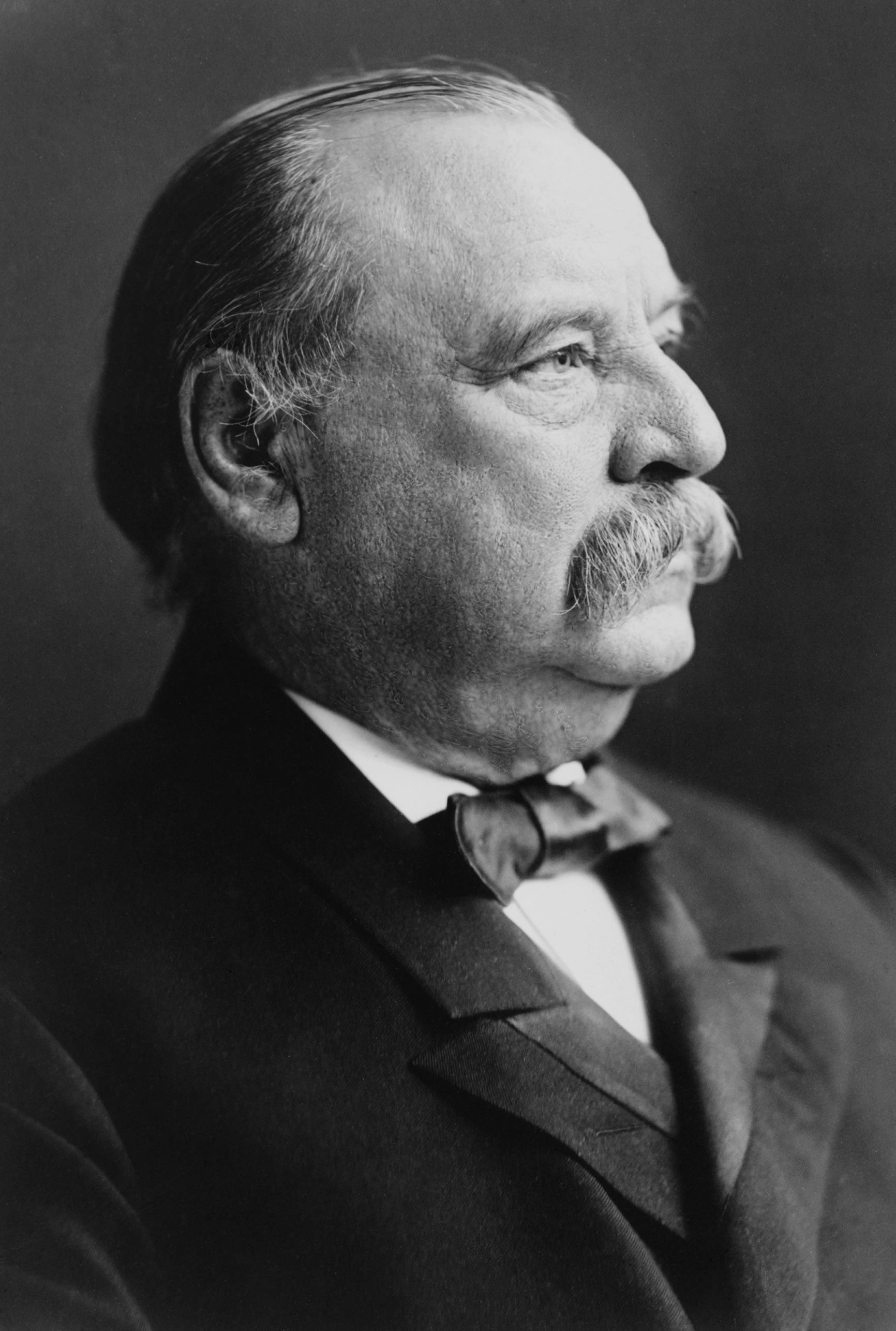
グロバー・クリーブランド

金ぴか時代にあっては三権のうち、もっとも強大な力をふるったのは司法権であり、独占規制法の網の目を広げて大資本を擁護し、しばしばストライキを差し止めて、南部の黒人差別を黙認した。それに次いで力のあったのは立法権であり、連邦議会は委員会活動などを通してしばしば行政的機能さえ有した。行政権の長であるはずの大統領はもっとも権限に乏しく、ほとんど官職の分配役にとどまっていた。

### ジョンソン時代
リンカーン大統領暗殺後、副大統領から昇格した南部人のアンドリュー・ジョンソン大統領は共和党選出ではあったものの元来は民主党出身だったため、南部の白人に特赦を与えるなど南部に対し好意的かつ寛大にふるまった。南部の旧指導者らは政治活動を再開し、かつての「奴隷取締り法」に代わって「黒人取締り法」を制定するなど、従来の支配体制は維持された。これに対して「何のための南北戦争だったのか」と北部の世論が激昂、とくに共和党急進派とはウマが合わず対立した。ついには大統領の弾劾裁判が行われ、ジョンソンは1票差で無罪となったものの、その影響力を完全に失った。

### グラント時代
グラントは南北戦争時の北軍の名将として知られ、1868年5月のシカゴでの共和党全国大会で満場一致で大統領候補に選ばれ、大統領選でも大勝した。しかし、大統領としてのかれは、汚職とスキャンダルに常に悩まされた。特に連邦政府の税金から300万ドル以上が不正に収得したとされるウイスキー汚職事件が有名である。個人補佐官オービル・E・バブコックは不正行為に関与したとして起訴され、大統領の恩赦によって有罪判決を回避した。この事件ののち陸軍省長官ウィリアム・E・ベルナップがアメリカインディアンとの販売・取引ポストと交換に賄賂を受けとったことが調査の結果明らかとなった。グラント自身が部下の不正行為から利益を得た証拠はないが、彼は犯罪者に対する厳しい姿勢をとらず、彼らの有罪が確定した後さえ、強く反応しなかった。彼の周辺は汚職にまみれ、今ではしばしば「史上最低の大統領」と評価されるほどである。
腐敗したグラント政権の間に共和党の人気は落ち、共和党は民主党と妥協（南部人の閣僚入り、南部の鉄道に北部資本を導入）するまでにいたった。南部民主党の新しい指導者らは戦前とは違って北部共和党に近い考え方をもち、結局、北部と南部の白人は黒人の犠牲において和解することになった。人種問題に関しては、政府は関知せずという自由放任の方針がとられた。解放後の黒人には土地とラバが与えられるという期待が広まっていたが、無一文で放り出された多数の元奴隷らはプランテーションを去って放浪するか、南部にとどまってプランテーションの農業労働者か小作人になるよりほかに道がなかった。

### 大統領選挙の闇取引
共和党のグラント政権があまりに無能だったため、建国100年にあたる1876年アメリカ合衆国大統領選挙では、共和党候補のラザフォード・ヘイズよりも民主党候補のサミュエル・ティルデンの人気の方が上回り、事実、ティルデン候補の方が勝利したかにみえた。サウスカロライナ州、フロリダ州、ルイジアナ州の南部3州および西海岸のオレゴン州を除けば、選挙人獲得数はヘイズ165票、ティルデン184票と差が開いていたからである。このときの過半数は185票であった。このとき南部3州からは共和党派と民主党派の2組の選挙人団が送られるという異常事態であった。オレゴンを含む4州は開票に疑わしい点があるとされ、13人からなる選挙委員会が設けられたものの、これは形式だけのことであって、実際には闇取引がおこなわれていた。結局、4州の合計20票はすべてヘイズ票となり、ヘイズが当選して第19代アメリカ合衆国大統領に就任した。交換条件として、共和党は南部進駐軍をすべて北部に撤退すること、解放された黒人たちに公民権を保障した憲法修正第14条の不履行を黙認することを密約した。共和・民主両党間のこの取引は「1877年の妥協」と呼ばれ、以後、民主党は旧連合国諸州を管理下に置き、この地域は「ソリッド・サウス」と呼ばれて、事実上、民主党の一党支配が貫徹する地域となった。

### 二大政党
共和党は、南北戦争時の自由労働イデオロギーに立つ連合政党から実業人がリードするブルジョア政党へと、その性質を徐々に変えていったが、1870年代後半以降、政界の腐敗への対応をめぐって深刻な分裂の危機にさらされた。
ロスコー・コンクリング上院議員率いる共和党愛党派は、猟官制や「マシーン」と呼ばれた集票組織を擁護したのに対し、メイン州選出のジェイムズ・G・ブレイン上院議員らは資格任用制に基づく官庁改革を唱えて対立し、愛党派からは「混血派」との罵声を浴びた。これは「半分しか共和党員でない」という意味であった。1880年共和党全国大会では、愛党派のグラントが前例のない大統領三選を目指したのに対し、改革派からはブレインやジョン・シャーマンらが立候補し、誰もが過半数を獲得できないまま投票が繰り返された。ようやく36回目の投票で、ブレインとシャーマンは、一部の票を集めていたジェームズ・ガーフィールドの支持に回り、最終的にガーフィールドが候補指名を受け、本選挙で当選を果たした。しかし、その6か月後にガーフィールド大統領暗殺事件が起こってしまう。後任大統領として愛党派の副大統領チェスター・A・アーサーが就任したが、アーサーは愛党派の期待をよそに官庁改革を実施し、ペンドルトン公務員改革法を成立させて、資格任用制に基づく公務員任用に改めた。
一方、民主党は1870年代後半以降、南北戦争の痛手から完全に回復した。民主党のグロバー・クリーブランドは1884年からの4年と、1892年からの4年、連続でない2期にわたって大統領職を務めたる。1884年大統領選挙予備選では、ジェイムズ・ブレインが現職大統領のアーサーを破って共和党候補となったが、このときブレイン側に汚職スキャンダルが発覚し、これを批判した党内改革派の一部が離党してクリーブランド支持に回り、南北戦争後はじめて民主党政権が誕生した。クリーブランドは、財界贔屓のブルボン民主党の一員であり、古典的自由主義を信奉し、財政保守主義と腐敗政治の打破を掲げた。
1888年の大統領選挙では、共和党の積極的な選挙運動が功を奏し、ベンジャミン・ハリソンがクリーブランドを破って当選した。内戦後、北部の経済は産業、鉄道、鉱山および農業で栄え、都市の発展もめざましかった。共和党は高度成長を持続させる政策を展開し、大規模な政府支出を行って大企業全般を支援し、金本位制への移行や高関税政策を支持し、北部の退役軍人にも多額の年金を約束した。しかし、1890年、ハリソン政権が成立させたマッキンリー関税は極度に高税率だったため、きわめて不評であった。一方で、中小企業の要請に応えて反トラストのシャーマン法を制定したが、こちらは議会により骨抜きにされてしまった。マッキンリー関税の影響は甚大で、1890年の中間選挙では共和党が大敗、ウィリアム・マッキンリー自身も下院議員の職を失った。
この勢いに乗って1892年の大統領選挙ではクリーブランドが返り咲きを果たした。民主党の影響が強まるなか、1880年代以降19世紀末まで、南部では黒人の公民権剥奪が行われ、有色人種を隔離する法が成立した。クリーブランドの2期目は1893年恐慌と同時に始まったが、かれはこれを立て直すことができなかった。
共和・民主の二大政党による競争は熾烈をきわめ、勢力は拮抗した。1876年から1892年の大統領当選者のうち、一般投票率が50パーセントを超えた者は誰もいなかったほどである。国民はきわめて活発に政治に参加し、大統領選挙はじめ各種選挙の投票率は常に80パーセント前後を記録した。人びとの政党への帰属感情は強く、選挙では両党に分かれて大規模なパレードに参加するなど、それはあたかも祝祭の様相を呈した。こうした熾烈な競争にもかかわらず二大政党には重要な争点がなかったともしばしば評されるが、実は選挙民にとっては身近で、それゆえ切実でもある争点が存在していた。
共和党は、みずからを南北戦争で勝利した愛国者の党、進歩の党として位置づけ、民主党を「反逆者の党」と呼んで糾弾した。禁酒や安息日の遵守、カトリックなどによる教区学校の規制、外国人排除などのような「民族・文化的争点」においては、共和党はプロテスタント的な立場を鮮明にして厳しい取り締まりを主張した。一方の民主党は、みずからを「反中央集権」の党とする立場から、右のような問題を各人の内面の問題として取り締まりに反対し、「個人の自由」を主張した。南部ではまた、「失われた大義」を体現する党として白人の忠誠心をつかんでいた。唯一の経済的争点ともいえる関税問題では、共和党は保護関税を主導し、民主党は自由貿易と低関税を主張した。民主党はまた、アメリカの海外進出にも反対し、のちのハワイ併合でもこれに反対している。
草の根民主主義から発展してアメリカでは南北戦争後「職業としての政治」が確立し、各地でいわゆる「ボス政治家」が生まれたが、このような状態は、政治を「ノブレス・オブリージュ」とみなす貴族主義的なエリートからは強い反感を受けた。

## 西部の開発

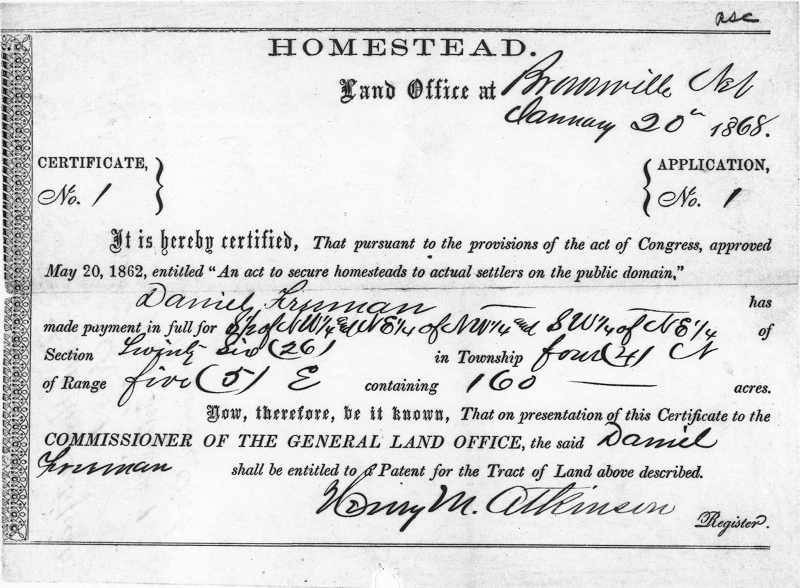
ホームステッド法（1862年）によってあたえられたネブラスカ州での自営農地証明

南北戦争以降、ミシシッピ川以西の地域の開発が急速に進んだ。この開発の先陣を切ったのは鉱山開発であり、ロッキー山脈やカリフォルニア州で金や銀などの貴金属だけでなく、銅、鉄鉱石、石炭など重要鉱産資源の採掘がはじまった。各地に鉱山キャンプが出現し、やがて鉱山町へと発展していった。次に進出してきたのは牧畜業者であり、グレートプレーンズ西側の乾燥地帯での公有地を利用した牛の放牧がはじまった。1870年代以降は、この乾燥地帯にも農業開発の手がおよんだ。農機具の改善、乾燥農法、耐乾品種の導入、鉄条網の普及などによって耕地や家畜の管理が容易になったためであった。
1862年のホームステッド法（自営農地法）によって、公有地をみずから耕作しようとする者には160エーカー（約64.6ヘクタール）の土地が無償で与えられることとなり、西部農民の年来の念願が果たされた。事実においては、この法よりも土地会社などから土地を購入して西部に移り住んだ者の方が多かったとはいえ、これは「機会均等」というアメリカン・ドリームを裏打ちする制度として大きな意味をもっていた。そして、西部が発展し、人口が増加し、農牧業が振興されることは、アメリカの工業生産にとっても市場の拡大を意味し、工業と農業の相互補完的な発展が可能となった.アメリカの工業化は脱農業化をともなわなかったのであり、外国市場に依存しない自立的な国民経済の形成が進んだのである。この時期の爆発的な工業化と都市化はまた、原料、動力源、食糧の需要の飛躍的な拡大をもたらした。そして、農業的・鉱業的な西部と興行的・都市的な東部および五大湖沿岸地域とは鉄道網で結ばれたのである。
公有地の開放や鉄道敷設に対する支援などの場面で連邦政府が果たした役割も大きかった。西部開発は、国家によって支援されたアメリカ資本主義の発展と不可分の関係にあったといってよい。その一方で、先住アメリカ人（ネイティブ・アメリカン）は野蛮視ないし未開視され、苛酷に扱われた。白人の改革運動家からこのような扱いが批判を浴びたこともあって、1887年、連邦政府によってドーズ法が制定され、対先住民政策の転換が図られたが、それは先住民の「文明化」を本質とするものであった。

### フロンティアの消滅
1890年の国勢調査報告書でフロンティアの消滅が宣言された。金ぴか時代に解放されたエネルギーとそこに出現した社会問題が、この後の帝国主義・進歩主義の時代を導入することとなる。相前後してアメリカは海外への進出を始めるのである。

## 独占資本の時代
急成長をとげたアメリカ資本主義は、1880年代に独占資本の形成が進み、工業生産は1894年には世界一となるまでに発展した。その裏では、各種の企業合同、特にトラストが成立し、大資本家が政府と結び、汚職や政治への介入が続くなど独占資本の弊害があらわになってきた。1882年にスタンダード石油トラストを形成し、巨大な利益を消費者に還元せず高価格で販売し続けたロックフェラーのスタンダード・オイルのビジネス手法は広く厳しく批評された。当時の風刺画には、腹に「鉄鋼トラスト」「銅トラスト」「石油トラスト」「砂糖トラスト」と書かれた金満家の巨体がならぶ傍聴席の横で小さくなった議員たちを描いた絵、「自由の女神像」の姿をして、右手に地球、左手に石油ランプをかかげて「独占」の樽の上にまたがったロックフェラーの絵などがある。当時大資本家は、泥棒男爵（Robber baron）という言葉で表現された。急激な工業化は、企業合同や資本の集中によってもたらされたものであった。

## ニューヨーク・シカゴの発展

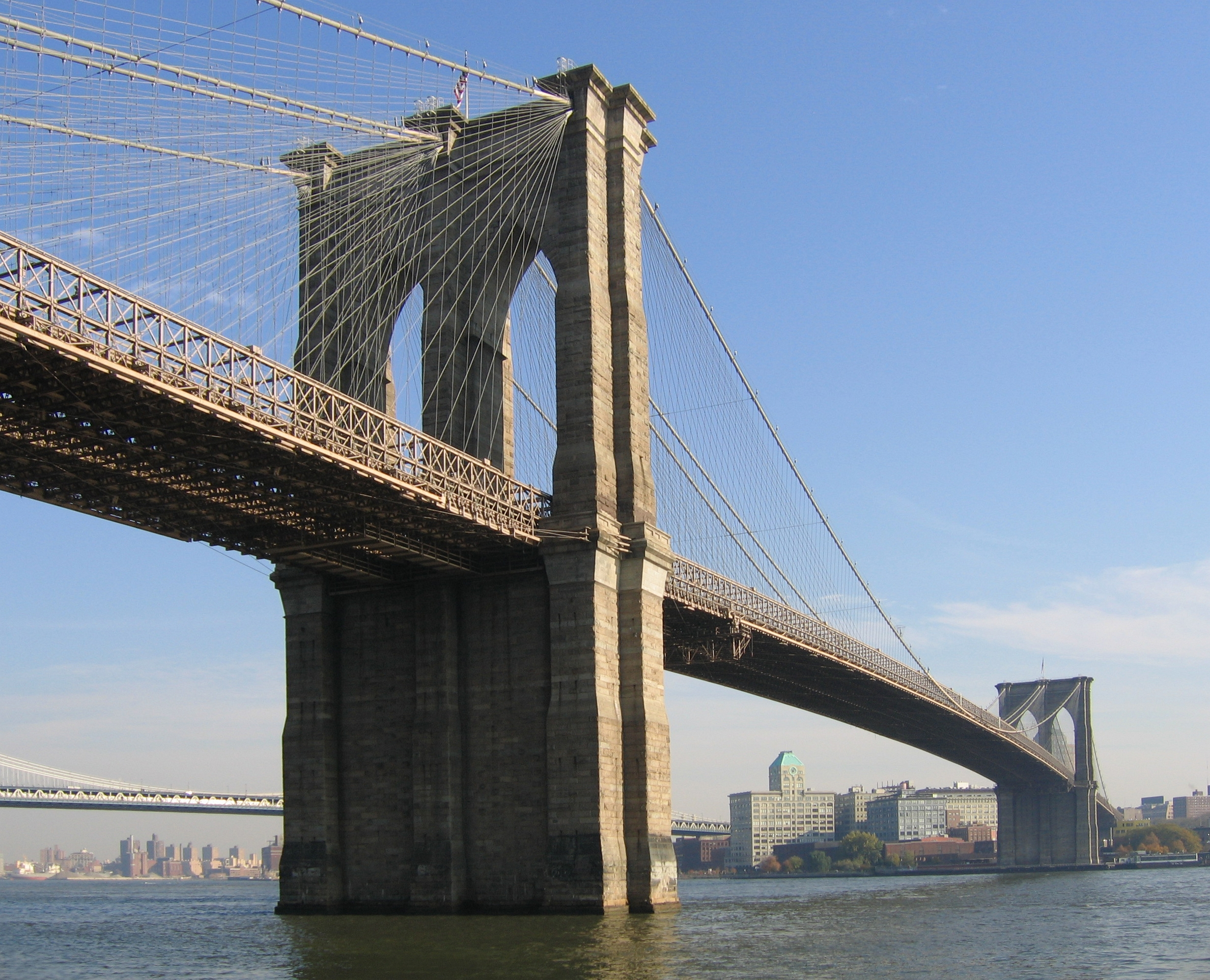
マンハッタンからみたブルックリン橋

1869年から14年の歳月をかけてマンハッタンと対岸のブルックリンを結ぶ当時世界最長のニューヨーク・ブルックリン橋が1883年に完成し、アメリカの富と産業の実力を世界に誇示し、ニューヨークを世界的都市として印象づけた。ブルックリン橋は、アメリカで最も古い吊り橋の一つであり、同時に鋼鉄のワイヤーを使った世界初の吊橋でもあった。急速な経済発展にともなって、アメリカ人の道徳観が大きく変わり、強烈な事業欲と物欲が正当化されることとなった。文化および社会的リーダーの中心地も、ボストン（知識人の街）から、ニューヨーク（事業家の街）へと移った。